# Moixkí
Moixkí - Мошки (rus) és un poble de l'óblast de Penza. Rússia. El 2010 tenia 322 habitants.